# Дистанционный патронаж
Дистанционный патронаж (англ. Telenursing) — использованию информационных технологий при предоставлении услуг сестринского дела, когда существует физическое расстояние между пациентом и медсестрой. Как область, она является частью телемедицины и имеет много точек соприкосновения с другими медицинскими и немедицинскими приложениями, такими как удалённая диагностика, телеконсультации и телемониторинг. Эта область, однако, все ещё разрабатывается, так как информация о дистанционном патронаже недостаточно полна.
Во многих странах доля дистанционного патронажа растёт из-за озабоченности снижением расходов на здравоохранение, увеличением числа стареющих и хронически больных людей, а также увеличением охвата медико-санитарной помощью в отдалённых, сельских, малых или малонаселённых регионов. Среди множества преимуществ дистанционный патронаж может помочь решить проблему нехватки медсестёр; сократить расстояния и сэкономить время в пути, а также вывести пациентов из больниц. У представителей этой профессии довольно высокая удовлетворённость своей работой.

## Дистанционный патронаж и медицинская информатика
Информатика дистанционного патронажа, отрасль медицинской информатики, была определена Джудит Рей Грейвс и Шейлой Коркоран как «комбинация информатики и сестринской науки, предназначенная для оказания помощи в управлении и обработке данных сестринского дела, информации и знаний для поддержки практики ухода за больными и оказания медицинской помощи». Дистанционный патронаж является потенциальным приложением информатики сестринского дела, и, как таковая, информатика дистанционного патронажа является критически важным фоновым понятием его развития.

## Приложения

### Уход на дому
Одним из наиболее характерных приложений дистанционного патронажа является уход на дому. Например, пациенты, которые иммобилизованы или живут в отдалённых или труднодоступных местах, имеющие хронические заболевания, такие как хроническая обструктивная болезнь лёгких, сахарный диабет, болезни сердца или изнурительные заболевания, такие как невральные дегенеративные заболевания (болезнь Паркинсона, болезнь Альцгеймера или боковой амиотрофический склероз), могут оставаться дома. Их будет виртуально «посещать» медсестра через видеоконференции, интернет или видеофон. Другими применениями домашнего ухода являются уход за пациентами в послеоперационных ситуациях, лечение ран, стом или инвалидность. При обычном домашнем уходе одна медсестра может посещать до 5-7 пациентов в день. Используя дистанционный патронаж, одна медсестра может «посетить» 12-16 пациентов за то же время.

### Телефонная сортировка
Телефонная сортировка относится к симптомам или клиническим вызовам. Клиницисты проводят оценку симптомов, задавая подробные вопросы о болезни или травме пациента. Задача врача — оценить и/или исключить неотложные симптомы. Телефонная сортировка требует, чтобы врачи определили, являются ли симптомы опасными для жизни, экстренными, срочными, острыми или неострыми. Это может включать обучение и консультирование клиентов, а также принятие безопасных, эффективных и подходящих решений — всё по телефону. Телефонная сортировка происходит в таких местах, как отделения скорой помощи, службы скорой помощи, крупные центры обработки вызовов, кабинеты врачей, клиники, студенческие медицинские центры и хосписы.

#### Страны, использующие сортировку по телефону
В 2005 году был завершен международный опрос по дистанционному патронажу. Приняли участие 719 медсестёр из 36 стран мира. Сообщалось, что в Соединенных Штатах работают 68 %, а в Финляндии — только 0,6 %. Дистанционный патронаж также запущен в Австралии, Канаде, Норвегии, Великобритании, Новой Зеландии, Иране, Швеции и Нидерландах.

#### В Австралии
В Австралии телефонные поездки проводятся в Западной Австралии, Австралийской столичной территории, Северной территории, Виктории и Квинсленде. Первая сортировка была проведена в Западной Австралии в 1999 году, где медсёстры Triage оценили сложность пациента и направили его в больницу Фримантл. Из-за удаленности австралийского ландшафта крайне важно, чтобы жители, проживающие в сельской местности, имели доступ к клинической поддержке и уходу. Дистанционный патронаж позволяет медсёстрам преодолеть расстояния и дает им возможность помогать тем, кто не может получить доступ к медицинским клиникам или услугам из-за позднего часа или расстояния.

## Правовые, этические и нормативные вопросы
Дистанционный патронаж таит в себе юридические, этические и нормативные проблемы, как это происходит с телемедициной в целом. Во многих странах межгосударственная и межстрановая практика дистанционного патронажа запрещена (участвующая медсестра должна иметь лицензию как в своем штате/стране проживания, так и в штате/стране, где находится пациент, получающий дистанционное обслуживание). Правовые вопросы, такие как ответственность и злоупотребление служебным положением и т. д., также всё ещё в значительной степени не решены. Этические вопросы включают в себя поддержание автономии, поддержание целостности пациента, а также предотвращение причинения вреда пациенту.